# Ǐ
Ǐ (hoofdletter) of ǐ (kleine letter) (i-haček) is een letter die wordt gebruikt in het pinyin  (de romanisatie van het Mandarijn) en in het Internationaal Fonetisch Alfabet (IPA). Deze letter wordt frequent verward met de letter ĭ (i-breve).

## Pinyin
In het pinyin staat de letter voor de letter i met de derde toon (de toon die eerst daalt en dan weer stijgt).

## IPA
In het IPA staat de letter voor de letter i met een rijzende toon, van laag naar hoog.

## Unicode
In Unicode heeft Ǐ de code 463 (hex 01CF) en ǐ de code 464 (hex 01D0).